# Foxy (gruppo musicale)
I Foxy sono stati un gruppo musicale statunitense. Il loro stile è una disco music dalle influenze latinoamericane. Attivi durante la seconda metà degli anni settanta, incisero alcuni dischi entrati nelle zone alte delle classifiche, soprattutto Get Off (1978), che arrivò a inserirsi al primo posto della Hot R&B/Hip-Hop Songs.

## Storia del gruppo
I Foxy vennero fondati a Miami nel 1976. Nel loro organico erano presenti Ish Ledesma (voce e chitarra), Richie Puente, figlio di Tito Puente (percussioni), Arnold Pasiero (basso), Charlie Murchiano (tastiere) e Joe Galdo (batteria). Il loro eponimo album di debutto (1976) non riuscì a entrare nelle classifiche. Tuttavia, i singoli Get off Your Aaahh and Dance (1976) e The Way You Do the Things You Do (1977) giunsero rispettivamente alle posizioni numero 16 e 5 della Dance Club Songs.
I Foxy pubblicarono in seguito Get Off (1978), frenetico brano electro-pop, disco e funky che raggiunse la posizione numero 1 della US R&B. Il brano contribuì al successo dell'album omonimo (1978).
Nel 1979 la band e George Terry registrarono nei Criteria Studios di Miami il sottofondo musicale di Voulez-Vous degli ABBA. Fu l'unica volta in cui la band svedese registrò un brano all'infuori del suo paese.
I Foxy incisero altri album e singoli accolti tiepidamente prima di sciogliersi nel 1980.

## Formazione
- Ish Ledesma – voce, chitarra
- Richie Puente – percussioni
- Arnold Pasiero – basso
- Charlie Murchiano – tastiere
- Joe Galdo – batteria

## Discografia

### Album in studio
- 1976 – Foxy
- 1978 – Get Off
- 1979 – Hot Numbers
- 1979 – Party Boys

### Singoli
- 1976 – Get off Your Aaahh and Dance
- 1977 – The Way You Do the Things You Do
- 1978 – Get Off
- 1979 – Hot Number
- 1979 – Rrrrrrock
- 1980 – Party Boys

### Album dal vivo
- 1980 – Live